# ミヒャエル・モーザー (写真家)

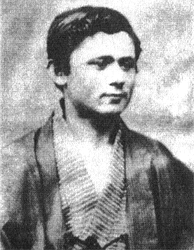
ミヒャエル・モーザー肖像

ミヒャエル・モーザー（独: Michael Moser, 1853年 - 1912年）は、オーストリア帝国出身の写真家。師・ヴィルヘルム・ブルガーの助手として16歳で明治初期の日本を訪れ、1869〜76年にかけて帰国を挟みつつ約5年半を日本で過ごした。訪日中は新聞カメラマンや写真教師を務め、幕末から明治期の日本の様子を伝える貴重な写真を残している。

## 生涯
1853年、オーストリア・シュタイアーマルク州の山間の温泉地、アルトアウスゼーの農家に7人兄弟の第2子として生まれる。父・ヨアヒムは子だくさんの家計を支えるために、農業の傍ら鉱山労働や木工にも従事していた。アルトアウスゼーを含むザルツカンマーグート地方は、フランツ＝ヨーゼフ1世も離宮を設けたリゾート地として知られ、写真家のブルガーはその景観を写真に収めるべく1866年に同地を訪れた。
アウスゼーでの撮影中にカメラの暗箱を修理する必要が生じ、ブルガーは木工に長けたヨアヒムにこれを依頼する。カメラ修理の礼として子供たちの写真を撮影しようとしたが、皆カメラに怯えて逃げてしまい、ただ1人その場に残って興味を示したのが13歳のミヒャエルであった。ブルガーのアウスゼー滞在の数日間、ミヒャエルは彼に師事して撮影を手伝い、この縁でブルガーに弟子入りしてウィーンに上京することとなった。なお、のちにミヒャエルの弟3人もブルガーの手伝いをしている。
トリエステに貿易港を持つオーストリアは他の欧米諸国に競って海洋進出を模索しており、特に著名な日本研究家であるシーボルトの支持もあって1850年代から日本との通商条約締結を企図していた。かくしてオーストリア＝ハンガリー帝国東アジア遠征隊が結成され、その商務・学術業務責任者で写真にも興味のあったカール・フォン・シェルツァー博士の意向で、随行画家の代わりに写真家のブルガーが抜擢された。モーザーはブルガーの荷物持ちとして、彼の私費で遠征に同行することとなった。当時の外交情勢などに阻まれて、ようやく遠征隊がトリエステを出港したのは1868年10月のことであった。
遠征隊はシャム、清との条約締結を経て1869年（明治2年）9月に長崎・神戸に入港し、同年10月に横浜にて日墺修好通商航海条約が締結された。モーザーらの船は修繕による4週間の停泊の後、横浜を出て南米方面へと帰国の途に就いたが、滞在中に病気に罹り療養していたブルガーは、シェルツァー博士にしばらく留まって職務を全うするよう勧められた。モーザーはこのとき帰る機会が与えられたものの、長期にわたる慣れない船旅に辟易し、日本に留まることを選んだ。
しばらく横浜の居酒屋の給仕やドイツ人経営のホテルで働いたのち、知り合いのフランス人とともに写真スタジオを開業したが、台風により社屋が全壊する事態に見舞われた。その後、ジャーナリストのジョン・レディー・ブラックに雇われ、それから1873年（明治6年）初頭までの3年間、日本初の写真入り新聞である『ザ・ファー・イースト』のカメラマンを手掛けることとなった。農民出身で初等学校しか教育経験のないモーザーは、来日当時は日本語・英語はおろか標準ドイツ語もおぼつかない状態であったが、努力してまもなくドイツ語・日本語・英語・イタリア語・フランス語を習得し、ブルガーの影響もあってか芸術・文化的素養も身につけた。
1873年1月、モーザーはブラックの仲介で佐野常民率いるウィーン万博事務局の通訳に雇われ、新聞カメラマンを辞して横浜を出港した。同年3月にオーストリアに帰国し、5月から11月まで万博の仕事を勤めたのち、翌1874年は日本政府の費用でヴェネツィアの写真家カルロ・ナヤに学んだ。同年4月に、日本の万博出品物を載せて帰ったニール号が伊豆半島沖に沈んだとの報が入り、その真偽を確認する任務を受けて再び来日した。
来日後は、内務省勧業寮の工業試験場で写真技術を教える教師となった。1875年の夏以降、お雇い外国人の薬学者ゲオルク・マルティン博士の下に滞在したが、フィラデルフィア万博の通訳の任を受け、翌1876年（明治9年）3月に出港した。万博の会期中、酷暑でチフス性の熱に倒れて3ヶ月の入院生活を送り、療養のため再び日本には戻らず、1877年にオーストリアに帰郷した。時に23歳であった。これ以降来日の記録はないが、1878年のパリ万博では3たび日本人事務局の通訳を務めている。
1880年、故郷近くのバート・アウスゼーに写真スタジオを開業し、余生を当地で送った。帰国後は生家に「日本部屋」を設けて文物を並べ、スタジオでは日本や中国の商品を販売していたようである。翌1881年には、写真作品を評価されて商務省からオーストリア国家銀記章を授与されている。1889年に35歳で結婚し、まもなく長男がうまれた。絵を背景に撮影する「アトリエ写真」で有名な写真家として活躍し、1912年11月24日、59歳のとき卒中発作にて逝去した。スタジオは彼の妻と弟のオイセビウスに引き継がれた。

## 写真
2008年、日本研究者のペーター・パンツァーがモーザーの生家の子供部屋からガラス・コロジオン・ネガのコレクションを発見し、東京大学史料編纂所による調査が行われた。コレクションの中には136枚の日本関係のガラス原板が含まれていた。ブルガーやモーザーのコレクションの中には、日本にほとんど残されていない上野彦馬・下岡蓮杖・内田九一・市田左右太などの写真家の原板も含まれており、当時ガラス原板が写真家たちの間で取引されていたことが明らかとなっている。また、帰国後もブルガーとモーザーが互いに写真家として交流があったことも分かっている。現在モーザーの写真コレクションは、バート・アウスゼーのカンマーホフ博物館に管理されている。
コレクションには横浜居留地や東京、彼の訪れた箱根などのほか、母国オーストリアでの博覧会の様子や、他の写真家たちによる明治以前のものを含めた肖像や景観写真なども数多く残されている。いずれもブルガーコレクションと併せて、明治初期の街並みや風俗をそのまま伝えるばかりでなく、西洋近代の文物の流れ込む開港場の様子、あるいは神仏分離令が敷かれ廃仏毀釈の吹き荒れた明治初年の神社仏閣の変貌ぶりなどを捉えた貴重な史料である。モーザーの写真には『ザ・ファー・イースト』紙所載のものも多いが、ガラス原板の発見によって、印刷物よりはるか精密な画像解析が可能になるとともに、当時の編集者による写真加工の様子までもがうかがえるようになった。

## 研究史
モーザーについては、シュタイアーマルクの地方紙や、同じくシュタイアー地方の詩人で彼と親しかったペーター・ローゼッガーが取り上げていたほかには、長らく専門家や郷土史家の間でしか知られていなかった。オーストリアでは1984年に写真史家のゲルト・ローゼンベルクに紹介され、写真研究の世界でようやく知られるところとなった。
日本では歴史学者・金井圓の研究などによって彼が『ザ・ファー・イースト』の写真記者だったことは以前から知られていたものの、その来歴については謎に包まれていた。近年になって写真とともに彼の日記が発見され、来日当初16歳の少年写真家であったことが明らかにされ、研究者を驚かせた。今日まで、東大史料編纂所のグループが研究の中心を担っている。農民の出身で、弱冠16歳にして日本へ渡航した彼の経歴は異色のものであり、その写真の価値の高さとともに、彼の日記や手紙、旅行記も歴史的・言語学的に貴重な資料であると言える。